# تاخلوویتسه
تاخلوویتسه (به چکی: Tachlovice) یک منطقهٔ مسکونی در جمهوری چک است که در ناحیه پراگ-غرب واقع شده‌است. تاخلوویتسه ۶٫۳۵ کیلومتر مربع مساحت و ۸۰۸ نفر جمعیت دارد و ۳۴۰ متر بالاتر از سطح دریا واقع شده‌است.

## نگارخانه

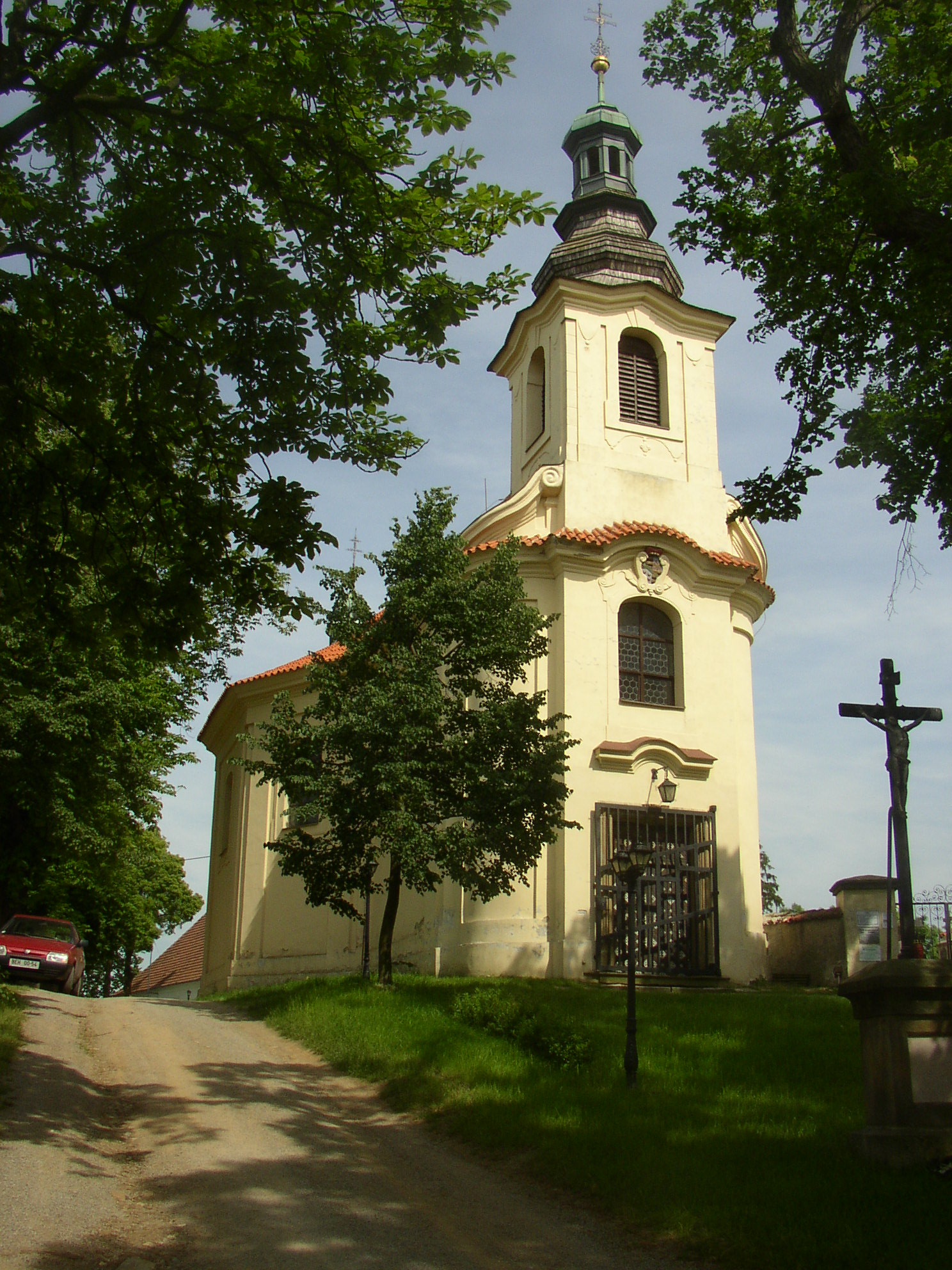
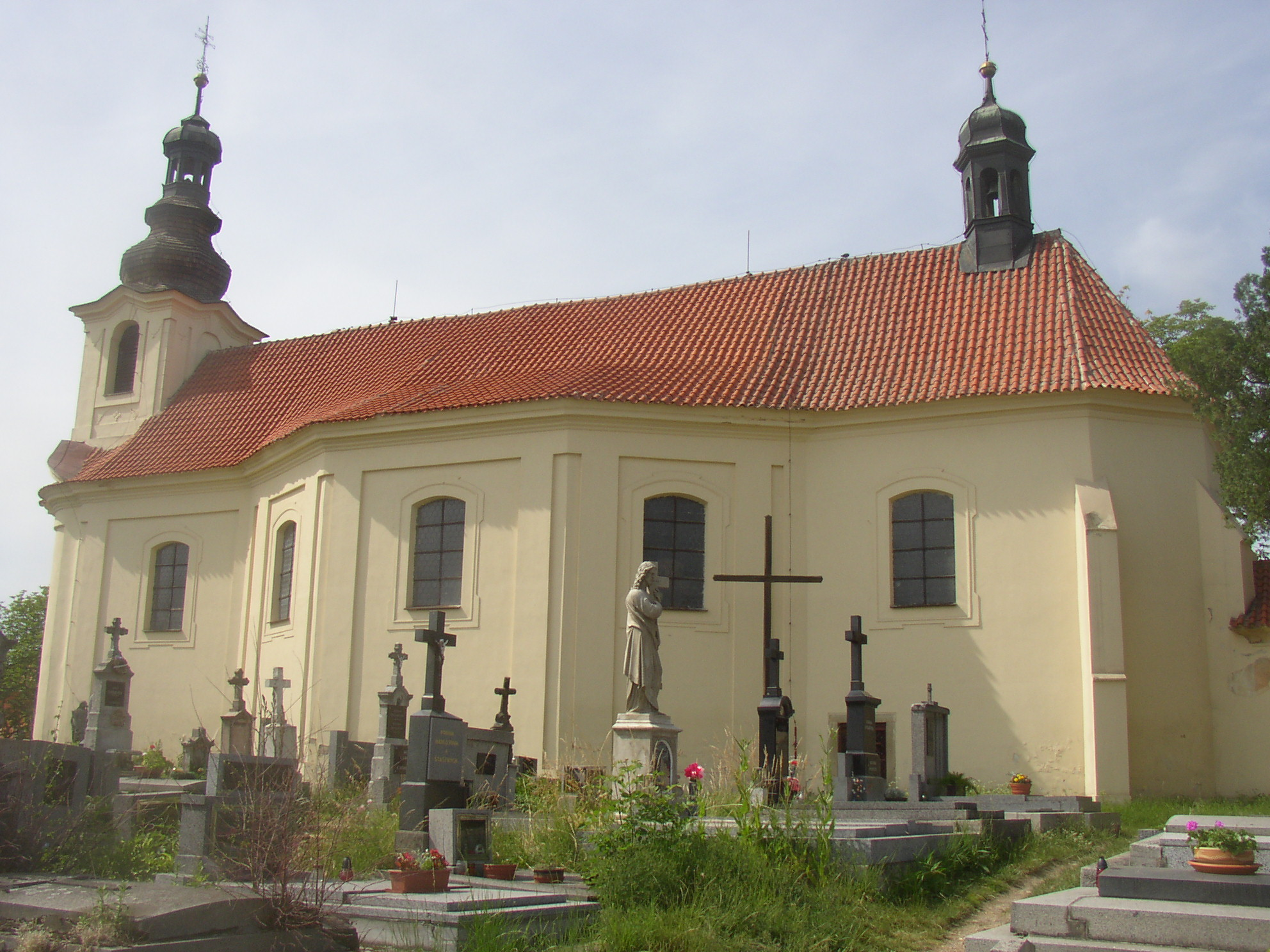
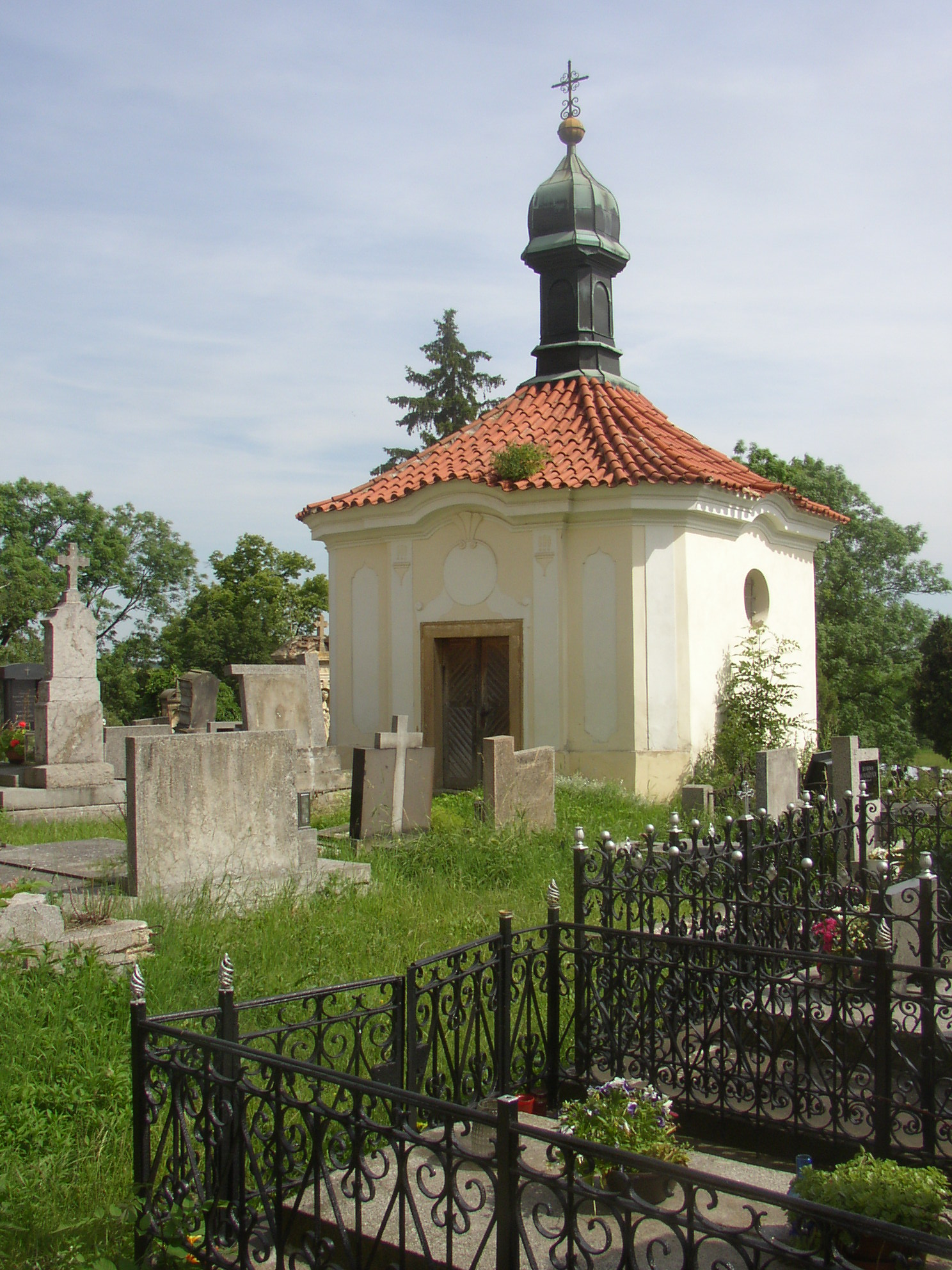
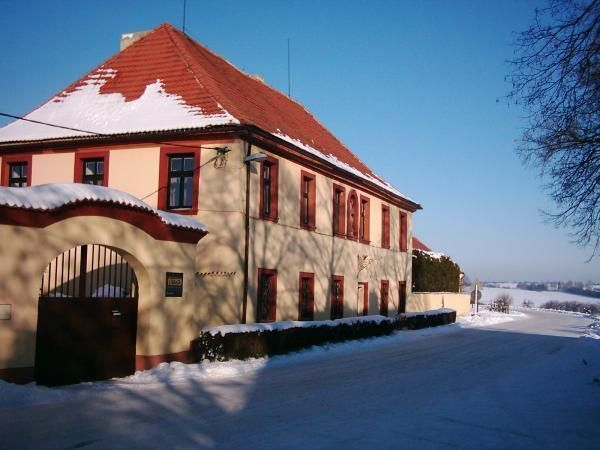